# Plecturocebus
Plecturocebus – rodzaj ssaków z podrodziny titi (Callicebinae) w obrębie rodziny sakowatych (Pitheciidae).

## Rozmieszczenie geograficzne
Rodzaj obejmuje gatunki występujące w zachodniej, środkowej i wschodniej Ameryce Południowej.

## Morfologia
Długość ciała (bez ogona) 27–43,4 cm, długość ogona 36–55 cm; masa ciała 700–1400 g.

## Systematyka
Rodzaj zdefiniował w 2016 roku międzynarodowy zespół zoologów (Brytyjczycy Hazel Byrne, Anthony Brome Rylands, Colin Peter Groves i Jean Philippe Boubli, Brazylijczycy Jeferson C. Carneiro, Fabricio Bertuol, Maria Nazareth Ferreira da Silva, Mariluce Messias, Izeni Farias, Horacio Schneider i Iracilda Sampaio, Amerykanie Jessica Lynch Alfaro i Russell Alan Mittermeier oraz Czech Tomáš Hrbek) w opublikowanym w czasopiśmie Frontiers in Zoology artykule poświęconym powiązaniom filogenetycznym w obrębie rodzaju Callicebus wraz z pierwszą oceną taksonomii opartej na dowodach molekularnych. Gatunkiem typowym jest (oznaczenie oryginalne) titi czerwony (P. moloch).

### Etymologia
Plecturocebus (Plectorocebus): gr. πλεκτος plektos ‘pleciony, kręcony’, od πλεκω plekō ‘pleść’; ουρα oura ‘ogon’; κηβος kēbos ‘długoogoniasta małpa’.

### Podział systematyczny
Takson wyodrębniony na podstawie danych molekularnych z Callicebus. Do rodzaju należą następujące gatunki:
| Grafika | Gatunek                    | Autor i rok opisu | Nazwa zwyczajowa       | Podgatunki         | Rozmieszczenie geograficzne | Podstawowe wymiary                              | Status IUCN |
| ------- | -------------------------- | --- | ---------------------- | ------------------ | --- | ----------------------------------------------- | ----------- |
|         | Plecturocebus donacophilus | (d’Orbigny, 1836) | titi białouchy         | gatunek monotypowy | północno-wschodnia Boliwia (nizina na wschód od rzeki Manique) i zachodnia Brazylia (południowa Rondônia przynajmniej do na zachód od górnego biegu rzeki Jí-Paraná); południowe i wschodnie granice zasięgu niejasne                   | DC: 28–42 cm DO: 37–46 cm MC: około 800 g       | LC          |
|         | Plecturocebus pallescens   | (O. Thomas, 1907) | titi białopłaszczowy   | gatunek monotypowy | południowo-wschodnia Boliwia, północny Paragwaj i południowo-zachodnia Brazylia (Pantanal w Mato Grosso do Sul); granice zasięgu niejasne ze względu na bardzo małą liczbę potwierdzonych lokalizacji                                   | DC: 31–36 cm DO: 39–42 cm MC: około 800 g       | LC          |
|         | Plecturocebus oenanthe     | (O. Thomas, 1924) | titi moczarowy         | gatunek monotypowy | endemit Peru (San Martín (głównie dolina górnego biegu rzeki Mayo, ale rozciągający się na południe, prawdopodobnie aż do rzeki Huayabamba)); zakres wysokości: 750–950 m n.p.m.                                                        | DC: 30–32 cm DO: 36–40 cm MC: około 800 g       | CR          |
|         | Plecturocebus olallae      | (Lönnberg, 1939) | titi samotny           | gatunek monotypowy | endemit Boliwii (południowo-zachodnie Beni (najwyraźniej ograniczony do lasów galeriowych nad rzeką Yacuma i rzeką Manique)); zakres wysokości: do 400 m n.p.m.                                                                         | DC: około 32 cm DO: około 42 cm MC: około 800 g | CR          |
|         | Plecturocebus modestus     | (Lönnberg, 1939) | titi skromny           | gatunek monotypowy | endemit Boliwii (południowo-zachodnie Bani (najwyraźniej ograniczony do doliny rzeki Beni, na wschód od rzeki Beni, na zachód do rzeki Manique)); zakres wysokości: do 400 m n.p.m.                                                     | DC: około 31 cm DO: około 40 cm MC: około 800 g | EN          |
|         | Plecturocebus urubambensis | (Vermeer & Tello-Alvarado, 2015) |                        | gatunek monotypowy | endemit Peru (między rzeką Tambo a rzeką Urubamba i między rzeką Manu a górnym biegiem rzeki Madre de Dios) | brak danych                                     | LC          |
|         | Plecturocebus vieirai      | (Gualda-Barros, Nascimento & Amaral, 2012) | titi siworęki          | gatunek monotypowy | endemit Brazylii (Pará i Mato Grosso – na południe od rzeki Amazonka, pomiędzy rzeką Xingu a rzeką Iriri) | DC: 30–35 cm DO: 41–51 cm MC: około 960 g       | CR          |
|         | Plecturocebus moloch       | (Hoffmannsegg, 1807) | titi czerwony          | gatunek monotypowy | endemit Brazylii (Pará i Mato Grooso (na południe od rzeki Amazonka, rzeki Tapajós i Juruena na wschód do rzek Tocantins i Araguaia; południowe granice zasięgu niejasne)); zakres wysokości: 0–300 m n.p.m.                            | DC: 27–43 cm DO: 35–55 cm MC: 700–1200 g        | LC          |
|         | Plecturocebus grovesi      | Boubli, Byrne, M.N.F. Silva, Silva-Júnior, Araújo, Bertuol, J. Gongalves, de Melo, Rylands, Mittermeier, F.E. Silva, Nash, Canale, Alencar, R.V. Rossi, Carneiro, Sampaio, Farias, Schneider & Hrbek, 2019 |                        | gatunek monotypowy | endemit Brazylii (Mato Grosso (rzeki Juruena i Arinos na wschód do rzeki Teles Pires; południowa granica zasięgu prawdopodobnie do amazońskiego ekotonu leśnego/cerrado)                                                                | brak danych                                     | CR          |
|         | Plecturocebus bernhardi    | (M.G.M. van Roosmalen, van Roosmalen & Mittermeier, 2002) | titi książęcy          | gatunek monotypowy | endemit Brazylii (na południe od rzeki Madeira, od dolengo biegu rzeki Ji-Paraná, na wschód do rzeki Aripuanã i rzeki Roosevelt; południowe granice zasięgu niejasne)                                                                   | DC: 36–38 cm DO: około 55 cm MC: 700–1200 g     | LC          |
|         | Plecturocebus miltoni      | (Dalponte, F.E. Silva & J.S. Silva, 2016) |                        | gatunek monotypowy | endemit Brazylii (Mato Grosso i Amazonas (międzyrzecze w obszarze rzek Roosevelt i Aripuanã) | brak danych                                     | DD          |
|         | Plecturocebus parecis      | Gusmão, Messias, Cameiro, Schneider, Alencar, Calouro, Dalponte, Mattos, Ferrari, Buss, Azevedo, E.M. Santos, Nash, Ryland & Barnett, 2019                                                                 |                        | gatunek monotypowy | endemit Brazylii (południowa Rondônia i zachodnie Mato Grosso (obszar ekotonu Mata Atlântica/cerrado, włącznie z Wyżyną Parecis)) | brak danych                                     | NT          |
|         | Plecturocebus cinerascens  | (Spix, 1823) | titi popielaty         | gatunek monotypowy | endemit Brazylii (na południe od rzeki Madeira, na zachód do rzeki Aripuanã i rzeki Roosevelt, na wschód do rzeki Tapajós i rzeki Juruena, na południe prawdopodobnie do wschodniej części rzeki Guaporé)                               | DC: 32–40 cm DO: 39–48 cm MC: 740–950 g         | LC          |
|         | Plecturocebus hoffmannsi   | (O. Thomas, 1908) | titi leśny             | gatunek monotypowy | endemit Brazylii (międzyrzecze rzek Amazonka/Tapajós, na południe od kanałów Canumã, Urariá i Ramos („paranás”); na zachód do rzeki Abacaxis)                                                                                           | DC: 27–36 cm DO: 40–53 cm MC: 920–1100 g        | LC          |
|         | Plecturocebus baptista     | (Lönnberg, 1939) | titi amazoński         | gatunek monotypowy | endemit Brazylii (na południe od systemu rzecznego rzek Amazonka/Madeira, na północ od kanałów Canumã, Urariá i Ramos („paranás”)) | DC: 30–41 cm DO: 42–50 cm MC: 930–1400 g        | LC          |
|         | Plecturocebus cupreus      | (Spix, 1823) | titi miedziany         | gatunek monotypowy | wschodnie Peru (na południe od rzek Marañón/Solimóes, na wschód od rzeki Ukajali) i zachodnia Brazylia (na zachód od rzeki Purús); południową granicę zasięgu stanowią prawdopodobnie podnóża Andów; zakres wysokości: 100–300 m n.p.m. | DC: 27–41 cm DO: 39–48 cm MC: 1–1,2 kg          | LC          |
|         | Plecturocebus discolor     | (I. Geoffroy Saint-Hilaire & Deville, 1848) | titi białoogonowy      | gatunek monotypowy | południowa Kolumbia (na południe od rzeki Guamués), wschodni Ekwador (na wschód od podnóży Andów) i Peru (pomiędzy rzeką Napo i rzeką Santiago, wzdłuż rzeki Huallaga); zakres wysokości: 100–800 m n.p.m.                              | DC: 28–34 cm DO: 38–51 cm MC: 850–1080 g        | LC          |
|         | Plecturocebus ornatus      | (J.E. Gray, 1866) | titi ozdobny           | gatunek monotypowy | endemit Kolumbii (Cundinamarca (na północ do dorzecza dolnego biegu rzek Upia/Meta) i Meta (Sierra de la Macarena do rzek Guayabera i Guaviare)); zakres wysokości: 100–1000 m n.p.m.                                                   | DC: 30–36 cm DO: 38–45 cm MC: 1,1–1,2 kg        | VU          |
|         | Plecturocebus coquetensis  | (Defler, Bueno & J. García, 2010) | titi rudobrody         | gatunek monotypowy | endemit Kolumbii (Caquetá (tylko między rzeką Japurá i rzeką Orteguaza, na zachód do podnóża Andów); zakres wysokości: 190–260 m n.p.m.                                                                                                 | DC: około 35 cm DO: brak danych MC: brak danych | CR          |
|         | Plecturocebus brunneus     | (J.A. Wagner, 1842) | titi brunatny          | gatunek monotypowy | endemit Brazylii (Rondônia (międzyrzecze rzek Mamoré/Madeira/Jí-Paraná, ograniczony od południa częściowo przez Serra dos Pacaás Novos)); zakres wysokości: 100–400 m n.p.m.                                                            | DC: 30–40 cm DO: 37–44 cm MC: około 850 g       | VU          |
|         | Plecturocebus aureipalatii | (R.B. Wallace, Gómez, A. Felton & A.M. Felton, 2006) | titi złotogłowy        | gatunek monotypowy | południowo-wschodnie Peru (Puno, Madre de Dios, na zachód do rzeki Tambopata) i zachodnia Boliwia (na wschód do rzeki Beni, na południe do podnóży Andów); granice zasięgu niejasne; zakres wysokości: 100–500 m n.p.m.                 | DC: 29–32 cm DO: 48–52 cm MC: 900–1000 g        | LC          |
|         | Plecturocebus toppini      | (O. Thomas, 1914) |                        | gatunek monotypowy | południowo-zachodnia Brazylia, południowo-wschodnie Peru i północno-zachodnia Boliwia (na południe od rzeki Purús, na północ od rzeki Madre de Dios, na zachód do rzeki Ukajali, na wschód do rzeki Ituxi)                              | DC: 27–41 cm DO: 39–48 cm MC: 1–1,2 kg          | LC          |
|         | Plecturocebus caligatus    | (J.A. Wagner, 1842) | titi kasztanowobrzuchy | 2 podgatunki       | endemit Brazylii (na południe od rzeki Amazonka, w międzyrzeczu rzek Purús/Madeira, południowa i zachodnia granica zasięgu nieznana, prawdopodobnie na południe od rzeki Ituxi); zakres wysokości: 100–200 m n.p.m.                     | DC: 30–41 cm DO: 38–48 cm MC: około 800 g       | LC          |
|         | Plecturocebus stephennashi | M.G.M. van Roosmalen, T. van Roosmalen & Mittermeier, 2002 | titi tajemniczy        | gatunek monotypowy | endemit Brazylii (prawdopodobnie międzurzecze rzek Ipixuna/Mucuím na południowym brzegu rzeki Purús, na południe prawdopodobnie do rzeki Madeira w Rondônii); zakres wysokości: 100–200 m n.p.m.                                        | DC: 27–28 cm DO: około 42 cm MC: około 780 g    | DD          |

Kategorie IUCN:  LC  – gatunek najmniejszej troski,  NT  – gatunek bliski zagrożenia,  VU  – gatunek narażony,  EN  – gatunek zagrożony,  CR  – gatunek krytycznie zagrożony,  DD  – gatunki o nieokreślonym stopniu zagrożenia.